# Amphitrites Patera
L'Amphitrites Patera è una struttura geologica della superficie di Marte.